# Зеленская, Елена Владимировна
Еле́на Влади́мировна Зеле́нская (укр. Олена Володимирівна Зеленська; урожд. Кияшко; род. 6 февраля 1978, Кривой Рог) — супруга президента Украины Владимира Зеленского, первая леди Украины с 20 мая 2019 года, сценарист Студии «Квартал-95». Входит в список 100 самых влиятельных людей 2023 года по версии журнала Time.

## Биография
Елена Кияшко родилась 6 февраля 1978 года в Кривом Роге. Со своим будущим мужем они учились в параллельных классах криворожской гимназии № 95, но общаться начали позже, когда Елена была студенткой строительного факультета Криворожского национального университета, а Владимир Зеленский получал юридическое образование в Криворожском экономическом институте. Пара встречалась 8 лет перед тем, как в 2003 году был заключён их брак. Супруги воспитывают двоих детей: Александру (род. 15 июля 2004) и Кирилла (род. 21 января 2013).
По образованию архитектор; по специальности не работала. Сценарист Студии «Квартал-95» с момента её основания. Елена не была публичной фигурой до начала Президентских выборов 2019 года.
Елена Зеленская как первая леди Украины сопровождает своего супруга-президента в зарубежных визитах; отдает предпочтение одежде украинских дизайнеров и для официальных встреч и визитов выбирает их наряды.

### Первая леди Украины
20 мая 2019 года Елена Зеленская стала первой леди Украины. В этом статусе она выбрала для себя четыре основные направления деятельности: культурная дипломатия, реформирование системы питания в школах, безбарьерное пространство и равные возможности для всех украинцев.

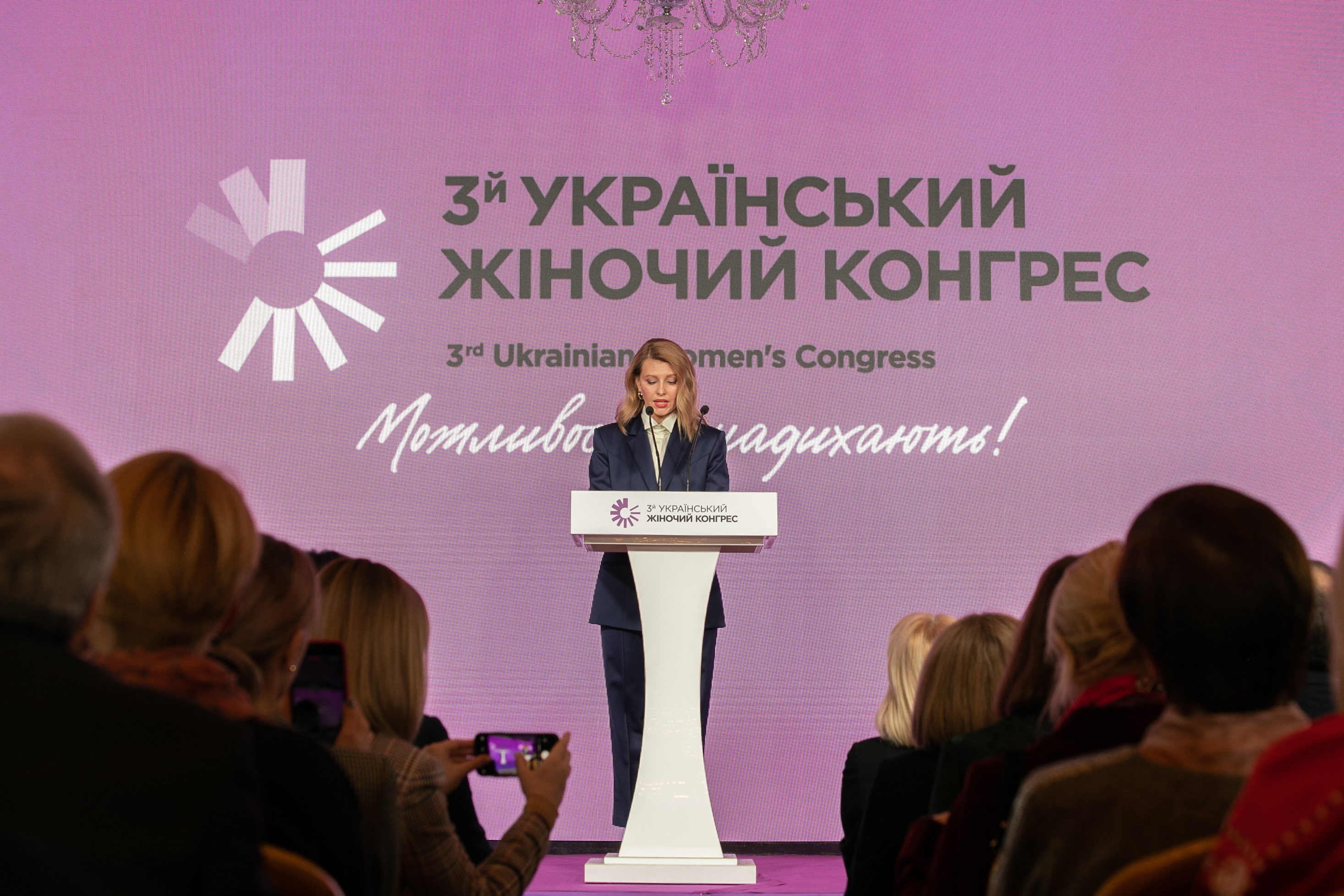
Елена Зеленская на третьем Украинском женском конгрессе в 2019 году

18 ноября Елена появилась на обложке декабрьского номера украинского издания журнала Vogue Ukraine. В интервью журналу она рассказала о своей первой инициативе — реформе питания в украинских школах. В рамках реформы в 2020 году были утверждены обновленный Санитарный регламент и новые гигиенические требования к производству и обороту пищевых продуктов на мощностях, расположенных в учреждениях общего среднего образования; разработаны методические рекомендации относительно проведения закупок и наставления для использования системы анализа опасных факторов и контроля в критических точках (HACCP). Кроме того, были поданы на рассмотрение КМУ новые нормы и порядок организации питания учащихся. 2021 год был посвящен контролю имплементации изменений в регионах и разработке рекомендованного обновленного меню для школ.
В декабре 2019 года, во время выступления на третьем Украинском женском конгрессе, Зеленская инициировала присоединение Украины к «Партнерству Биарриц» — инициативе G7 по гендерному равенству. 7 мая 2020 года Кабинет Министров Украины проголосовал за присоединение к международному партнёрству, а 12 сентября Украина получила официальный статус участницы «Партнерства Биарриц».
12 декабря 2019 года Елена Зеленская записала обращение к украинским дефлимпийцам (спортсменам с нарушениями слуха) языком жестов и пожелала им побед на Дефлимпийских играх.
13 января 2020 года президент Зеленский включил Елену в состав совета Художественного арсенала, который возглавил министр культуры Украины Владимир Бородянский.
В апреле 2020 года Елена Зеленская поддержала инициированный Главой государства проект «Всеукраинская школа онлайн» и приняла участие в подготовке телевизионного формата урока по украинскому языку для учеников пятых классов.
6 мая 2020 года Елена Зеленская инициировала большой разговор с украинцами о безбарьерности. Партнёрами проекта выступили Министерство цифровой трансформации и Министерство социальной политики Украины. Основная цель инициативы — сделать барьеры, существующие в украинском обществе, видимыми, а их устранение — приоритетом на государственном уровне. Во всеукраинском онлайн-опросе по безбарьерности приняли участие более 30 тысяч человек. Результаты опроса стали основой для определения первоочередных шагов на пути становления Украины как страны без барьеров.
1 июня 2020 года Елена Зеленская и ЮНИСЕФ в Украине подписали Меморандум о взаимопонимании. Цель документа — способствовать консолидации усилий первой леди и команды ЮНИСЕФ для эффективных результатов по защите прав и интересов детей в различных сферах. Меморандум предусматривает сотрудничество в таких направлениях, как создание безбарьерной среды для детей с целью их полноценного включения в социальную жизнь, улучшение системы школьного питания и распространение здорового образа жизни, а также обеспечение равных прав для мальчиков и девочек в реализации их потенциала.
12 июня 2020 года, во время пандемии коронавируса было объявлено, что Зеленская заразилась COVID-19. 16 июня её госпитализировали из-за осложнений. 3 июля 2020 года Елена Зеленская вылечилась от коронавируса и была выписана из больницы.

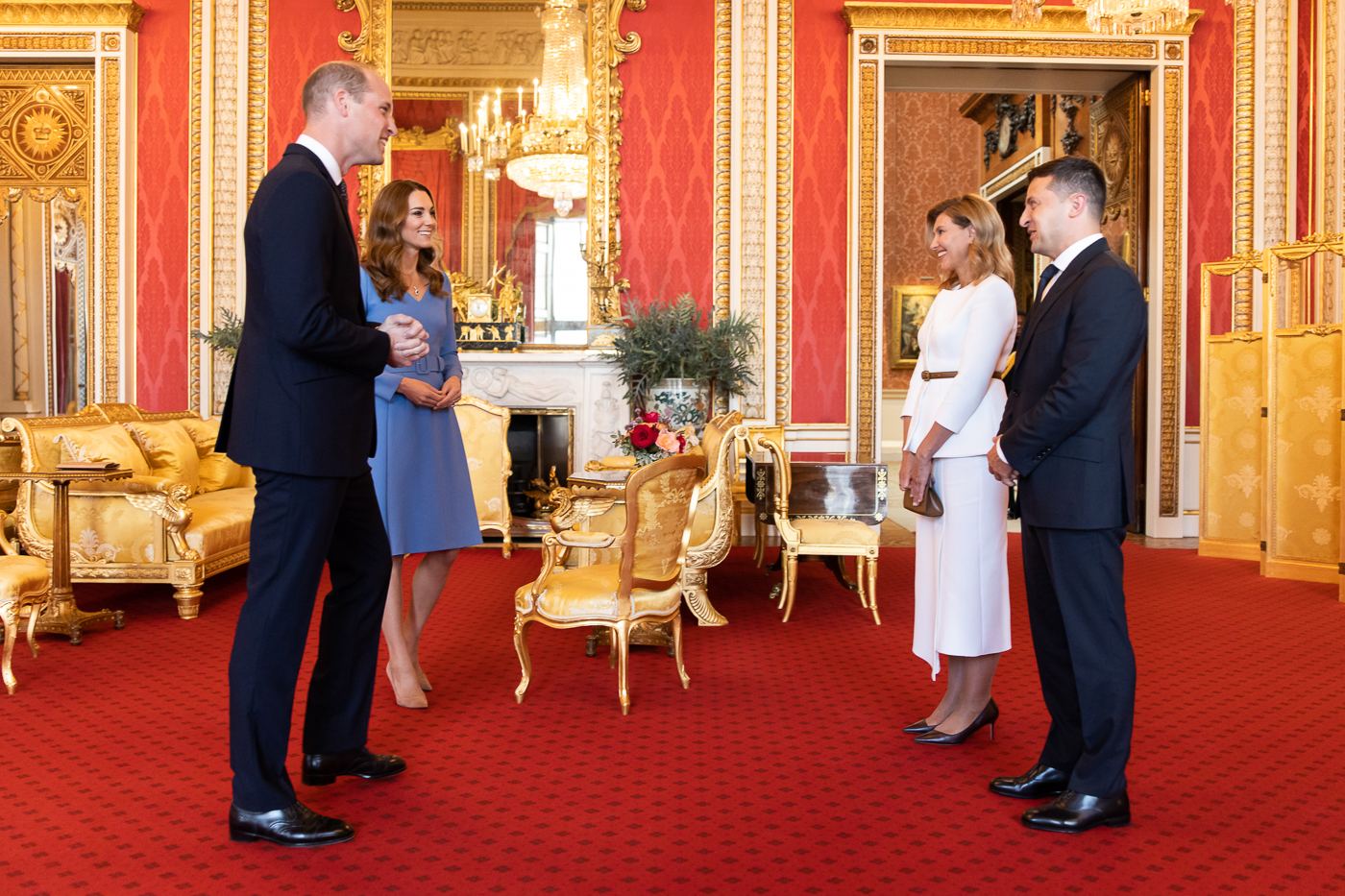
Встреча Елены и Владимира Зеленских с принцем Уильямом и Кейт Миддлтон, 7 октября 2020 года

В июне была запущена инициатива Елены Зеленской по распространению украинского языка в мире и внедрению украиноязычных аудиогидов в наиболее знаковых местах, в частности — крупнейших музеях мира. В рамках инициативы, в 2020 году было запущено 11 аудиогидов на украинском в музеях Азербайджана, Австрии, Италии, Латвии, Турции и Черногории, а также в двух автобусных маршрутах Литвы.
В сентябре 2020 года Президент Украины Владимир Зеленский подписал указ о неотложных мерах по предупреждению и противодействию домашнему насилию. Важную роль в совершенствовании системы противодействия домашнему насилию играет первая леди Украины. Она является «голосом» проектов, посвященных решению проблемы, привлекает внимание к её существованию и призывает открыто о ней говорить. Кроме того, Елена Зеленская — активный участник процессов выстраивания централизованной государственной системы противодействия домашнему насилию.
26 ноября 2020 года Елена Зеленская выступила на четвёртом Украинском женском конгрессе — платформе, которая объединяет украинских и международных общественных деятелей, политиков, государственных должностных лиц, экспертов и лидеров мнений для установления равенства женщин и мужчин во всех сферах жизни.
27 ноября 2020 года Елена Зеленская инициировала подписание декларации между крупными украинскими и международными компаниями об устранении барьеров в бизнесе. Для устойчивого развития страны они будут способствовать изменениям с целью создания возможностей и социального включения для всех общественных групп, в том числе лиц с инвалидностью, пожилых людей, родителей с детьми до шести лет, женщин и молодёжи.
2 декабря 2020 года было объявлено, что в рамках инициативы Елены Зеленской «Без барьеров», направленной на обеспечение равных возможностей для всех украинцев, Министерство цифровой трансформации и ПРООН в Украине создадут удобный каталог услуг для уязвимых групп населения. Каталог будет размещен на государственном портале «Дія» в отдельном разделе «Дія. Без бар'єрів».
3 декабря 2020 года Президент Украины подписал указ о подготовке в 2021 году Национальной стратегии безбарьерности. Данный шаг является большой поддержкой инициативы Елены Зеленской «Без барьеров».

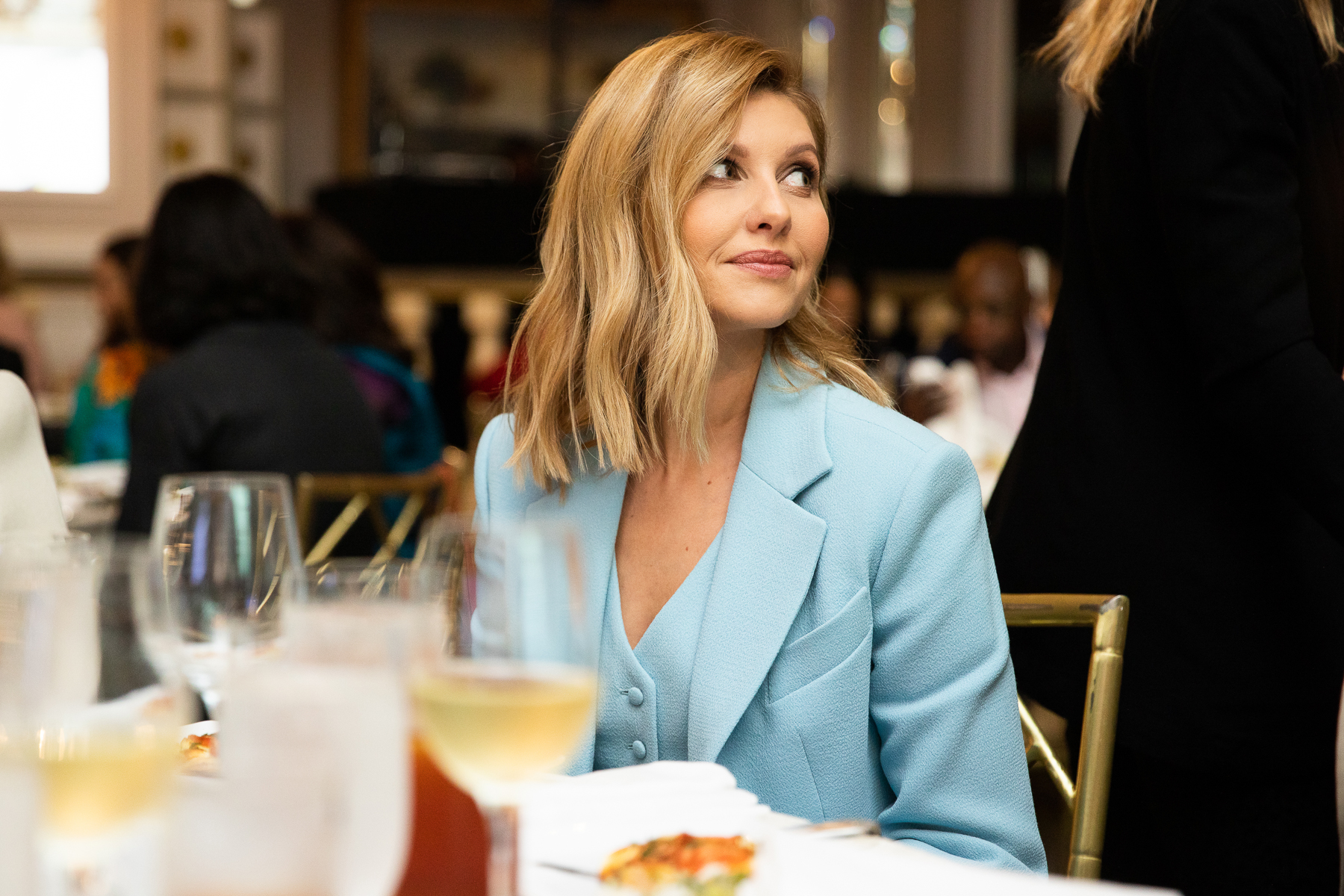
Елена Зеленская на ежегодном ужине первых леди Fashion 4, 25 сентября 2020 года

18 декабря 2020 года первая леди запустила проект ко Дню святого Николая. В рамках проекта новогодняя ёлка возле Офиса Президента была украшена игрушками, эскизы для которых нарисовали дети с особыми образовательными потребностями.
23 декабря 2020 года Зеленская запустила свой новогодний онлайн-проект «Удивительная открытка» — интерактивный портал, на котором каждый желающий может собственноручно создать анимированную персональную поздравительную открытку. Особенностью проекта стало привлечение 12 украинских художников, которые предоставили 12 своих картин на рождественскую и новогоднюю тематику. За новогодние и рождественские праздники было отправлено более 77 тысяч открыток.
29 декабря 2020 года Елена Зеленская дала интервью украинскому изданию «Новое время», в котором рассказала о первых итогах своей деятельности в роли первой леди.
30 декабря 2020 года в украинском издании «Новое время» вышла статья Елены Зеленской «Безбарьерность как общественная норма», в которой она рассказала о проблеме барьеров в украинском обществе, а также о своей работе над тремя основными направлениями действий: безбарьерность в архитектуре, построение бизнеса без барьеров и разработка безбарьерных цифровых сервисов.
В рамках инициативы Елены Зеленской «Без барьеров» общественная организация «Безбарьерность» сняла серию видеороликов о тех, кто разрушает барьеры. Цель этого проекта — показать людей и их безбарьерные инициативы, которые меняют города и страну; познакомить с теми, кто преодолевает барьеры для себя и других; дать голос всем, кто стремится к тому, чтобы барьеров стало меньше. Серия видеороликов была запущена в январе 2021 года.
В апреле 2021 года Елена Зеленская инициировала создание Совета безбарьерности.
23 августа 2021 года по инициативе Елены Зеленской состоялся Киевский саммит первых леди и джентльменов. Тема первого саммита «Мягкая сила в новой реальности». Целью мероприятия является создание международной диалоговой платформы, которая будет способствовать решению гуманитарных проблем по всему миру.
16 сентября 2021 года Зеленская приняла участие в пятом Украинском женском конгрессе.

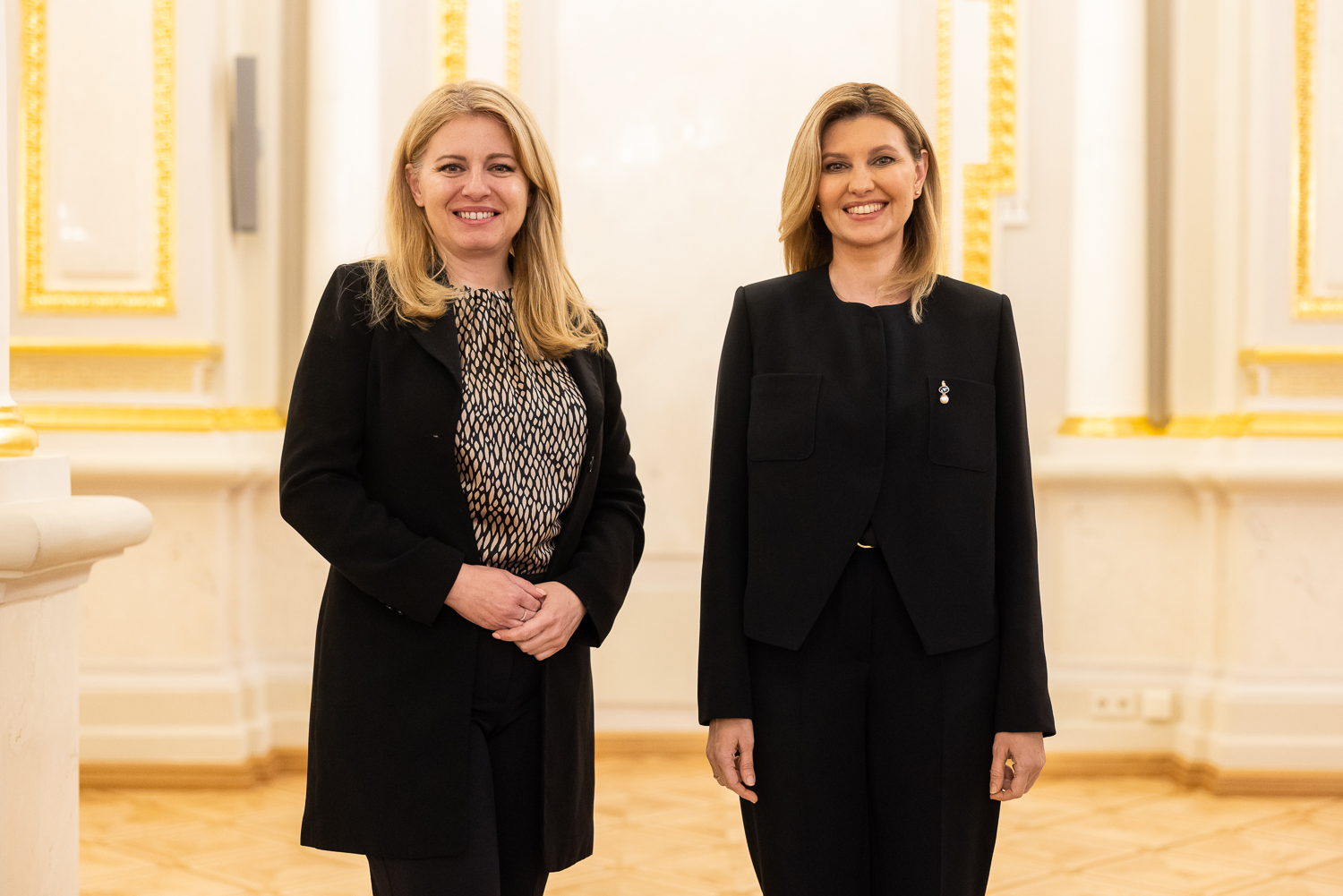
Елена Зеленская и президент Словацкой Республики Зузана Чапутова, 31 мая 2022 года

В рамках инициативы Зеленской, украиноязычные гиды были запущены в 2021 году в Версале, Соборе Саграда Фамилия, Маунт-Верноне, Замке Фредериксборг, Доме Хундертвассера, Галатской башне в Стамбуле, Музее анатолийских цивилизаций, Археологическом музее Несебра и т. д.
После вторжения России на Украину в 2022 году занимается гуманитарными проектами и встречается с иностранными представителями с обсуждением помощи Украине и украинским беженцам зарубежом.
20 июля 2022 года прибыла в Соединённые Штаты с официальным визитом, во время которого встретилась с Джо Байденом и первой леди Джилл Байден, а также выступила в Конгрессе США, став первой женой иностранного президента, которой была предоставлена такая возможность, с призывом оказать больше помощи её стране, заявив, что оружие может помочь обеспечить «общую великую победу».
Я прошу оружие, оружие, которое будет использоваться не для ведения войны на чужой земле, а для защиты своего дома и права проснуться живым в этом доме.
16 мая 2023 года Зеленская посетила Южную Корею для участия в конференции медиаиндустрии и встретилась с президентом Юн Сок Ёлем.
В апреле 2025 сопровождала своего мужа на церемонии прощания с папой римским Франциском.

## Признание
Елена Зеленская вошла в топ-100 самых влиятельных женщин Украины 2020 года по версии журнала «Фокус» (2-е место), а также в топ-100 самых влиятельных украинцев 2019 года по версии журнала «Фокус» (30-е место).
В ноябре 2020 года стала героиней книги «Ukrainian Women in Vogue», которая была выпущена украинским изданием журнала «Vogue».
В июле 2022 года Зеленская появилась на обложке влиятельного американского журнала Time и дала интервью изданию. Июльский выпуск журнала получил название «Её личная война».
Включена в список 100 самых вдохновляющих и влиятельных женщин мира 2022 года по версии британской вещательной корпорации Би-би-си.
В декабре 2022 года Джорджтаунский институт женщин, мира и безопасности отметил первую леди Украины наградой имени Хиллари Клинтон «The Hillary Rodham Clinton Awards».
В ноябре 2023 года Елена Зеленская вошла в список 25 самых влиятельных женщин мира по версии Financial Times.

## Телевидение
Елена Зеленская входит в группу авторов Студии «Квартал-95» «Оптимист и пессимист» вместе с Александром Пикаловым и Валерием Жидковым. Работала и работает над проектами: «Вечерний квартал», «Рассмеши комика», «Вечерний Киев», «Женский квартал».

## Фильмография
- 2009 — Как казаки…[укр.] — сценарист
- 2015—2019 — Слуга народа — сценарист

## Награды
- Большой крест ордена Белой розы Финляндии (20 марта 2025 года, Финляндия)[62].
- Большой командорский крест ордена Витаутаса Великого (15 февраля 2024 года, Литва)[63].